# Microsoft Solitaire Collection
Microsoft Solitaire Collection ist ein Computerspiel, das standardmäßig in den Betriebssystemen Windows 10 und Windows 11 enthalten ist. Es wurde von Arkadium, Smoking Gun Interactive und Next Level Games unter der Marke Microsoft Casual Games entwickelt und kombiniert die enthaltenen Titel Solitaire, FreeCell und Spider Solitaire aus früheren Versionen von Windows. Außerdem wurden Pyramid und TriPeaks zum ersten Mal in Windows eingeführt sowie neue tägliche Herausforderungen und Themen. Eine ältere Version von Pyramid wurde zuvor in Microsoft Entertainment Pack 2 unter dem Namen Tut’s Tomb und eine ältere Version von TriPeaks in Microsoft Entertainment Pack 3 gebündelt; beide schafften es in das Best of Microsoft Entertainment Pack. Anders als die in Windows 7 und früheren Versionen enthaltenen Spiele, ist Microsoft Solitaire Collection Freemium-Adware mit Xbox-Live-Integration.
Das Hub-basierte Design der App wurde ursprünglich vom Design des Startbildschirms von Windows 8 aus dem Jahr 2012 inspiriert. Damals betrachteten die Entwickler das Spiel als Werkzeug, um Benutzern zu helfen, sich mit Windows 8 vertraut zu machen. Im Gegensatz zu seinen Vorgängern wird Microsoft Solitaire Collection über den Microsoft Store aktualisiert und kommuniziert mit einem Microsoft-Server, um Erfolge zu verfolgen und tägliche Herausforderungen anzubieten.

## Überblick
Die Microsoft Solitaire Collection, entworfen von Microsoft Studios und entwickelt von Smoking Gun Interactive (ehemals Arkadium), umfasst die Spielmodi Klondike (klassisches Solitaire), Spider, FreeCell, Pyramid und TriPeaks sowie tägliche Herausforderungen. Weitere neue Features sind Musik im Spiel, Cloud-Synchronisierung und Xbox-Live-Integration. Das versteckte Debug-Menü klassischer Karten-Apps ist nicht mehr vorhanden und die Dropdown-Menüs wurden durch ein universelles Hamburger-Menü und Schaltflächen zum am unteren Bildschirmrand ersetzt. (Die Windows-8-Version verwendete die versteckte Charms-Leiste anstelle des sichtbaren Hamburger-Menüs.)
Wenn ein Spieler ein Spiel gewinnt, wählt das Spiel zufällig eine Kartenanimation basierend auf Animationen aus früheren Versionen von Windows-Kartenspielen aus. Die App hat eine spezielle Seite für Statistiken zu Klondike, Spider, FreeCell, Pyramid, TriPeaks, Daily Challenge und Star Club.
Microsoft Solitaire Collection wurde erstmals im Windows Store von Windows 8 zum kostenlosen Download zur Verfügung gestellt. Obwohl Solitaire-Spiele bereits seit 1990 kostenlos in Windows enthalten waren, waren sie nicht in Windows 8 oder Windows 8.1 enthalten und wurden während Upgrades von früheren Systemen deinstalliert. Stattdessen produzierte Microsoft die werbefinanzierte Microsoft Solitaire Collection, die Benutzer über den Windows Store herunterladen konnten. Als Windows-Runtime-App lief sie im Vollbildmodus oder im Schnappmodus von Windows 8, sodass sie in verschiedenen horizontalen Größen ausgeführt werden konnte, sich aber immer vertikal über den gesamten Bildschirm erstreckte.
Die Windows-10-Version wurde Windows-10-Beta-Testern mit vorinstalliertem System in Build 10061 rechtzeitig zur Feier des 25-jährigen Jubiläums von Microsoft Solitaire vorgestellt. Einige Anpassungsfunktionen wurden erst nach der Veröffentlichung von Windows 10 integriert. Die Entwickler stellten fest, dass die Verzögerung auf größere Codeänderungen zurückzuführen war, die während der Entwicklung von Windows 10 stattfanden. Die Windows-10-Version wurde so konzipiert, dass sie sowohl vertikal als auch horizontal dynamisch skaliert werden kann. Das Layout der Hauptseite wurde neu angeordnet, um vertikales Scrollen statt horizontalen Scrollens zu verwenden.
Da das ursprüngliche „Microsoft Solitaire“ Klondike Solitaire war, aber nicht das Klondike-Branding verwendete, wussten einige Benutzer nicht, dass es Klondike war. Das Team von Microsoft Casual Games erhielt Berichten zufolge häufiges Feedback, um „den Spielmodus von Windows 7 zurückzubringen“, obwohl sie dies bereits getan haben. Um die Verwirrung der Benutzer zu beseitigen und den Benutzern zu helfen, dieses Spiel zu finden, ersetzten die Entwickler den großen Eisbären auf der Klondike-Kachel durch ein Klondike-Deck und die Worte „Classic Solitaire“. Die Microsoft Solitaire Collection wurde im August 2016 für Betatester im Microsoft Casual Games Inner Circle für iOS und Android verfügbar gemacht. Sie wurde am 23. November 2016 auf diesen Plattformen veröffentlicht. Die meisten iOS-Solitaire-Apps sind in Apples Game Center integriert, aber Microsoft Solitaire Collection ist ausschließlich in Microsofts Ökosystem integriert. Da diese Versionen direkt in den Cloud-Dienst integriert werden, ist es nicht erforderlich, die Xbox-App auf einem iOS- oder Android-Gerät zu installieren, um Daten und Erfolge zu synchronisieren.
Am selben Tag kündigte ein Nachrichtenbulletin, das von der App in einem Webbrowser gestartet wurde, an, dass die Events-Funktion im Dezember 2016 öffentlich verfügbar sein würde.

## Streit um Werbung
Die fünf grundlegenden Spielmodi enthalten Anzeigen, die am Ende jedes Spiels angezeigt werden, und in Windows 8 wurden neue Funktionen hinzugefügt (Daily Challenges und Star Club), bei denen Benutzer etwa alle 15 Minuten interstitielle Videoanzeigen sehen, jedoch nur zwischen den Spielen. Benutzer können dafür bezahlen, um die Premium-Edition des Spiels zu erhalten, die alle Werbung entfernt, doppelte Münzen für das Abschließen täglicher Herausforderungen gibt und einige Boni in den grundlegenden Spielmodi TriPeaks und Pyramid gibt.
Gizmodo charakterisierte die Änderung als einen Weg für „Nickel-and-Cent“-Benutzer und schrieb, dass „etwas, das früher kostenlos auf Ihren PC kam, jetzt durch Anzeigenkäufe beschädigt wird.“ PC Gamer schrieb: „Die fraglichen Anzeigen sind nicht kleine Banner, die während des Spiels am unteren Rand des Bildschirms erscheinen. Sie laufen über das gesamte Solitaire-Fenster, einige für 15 Sekunden und andere für 30 Sekunden, und obwohl sie nicht sehr oft aufzutauchen scheinen […] können sie es nicht abgebrochen werden.“ Telegraph schrieb, dass Benutzer „ungläubig“ seien, dass sie bezahlen müssten, um ein Spiel zu spielen, ohne „von einer Menge Werbung unterbrochen“ zu werden. Rock, Paper, Shotgun sagte, dass die Änderungen ein „besonders herzzerreißendes Zeichen der Zeit“ seien und einige Benutzer würden es „zutiefst unheimlich“ finden, dass „ein großes Unternehmen riesige Datenmengen über Ihre Computergewohnheiten sammelt und speichert und nicht nur über das, was Sie in einem Browser tun.“
Es gibt auch In-App-Links zum Spielen oder Herunterladen anderer werbefinanzierter Spiele der Marke Microsoft, darunter Mahjong und Minesweeper.
Am 3. August 2021 gab Microsoft bekannt, dass die Premium-Edition des Spiels am 17. August 2021 zu ihrem Abonnementdienst PC Game Pass (damals bekannt als Xbox Game Pass für PC) hinzugefügt wird.

## Tägliche Herausforderungen, Star Club, Events
Tägliche Herausforderungen werden jeden Tag gepostet. Es gibt eine von jedem Spielmodus, das jeden Schwierigkeitsgrad haben kann. Star Club hat Herausforderungen, die unter verschiedenen Themen gepostet werden und jede Schwierigkeit haben können. Events sind fast jeden Tag neu und können 5 bis 30 Herausforderungen haben. Angemeldete Nutzer können ihren Fortschritt zusammen mit anderen Menschen auf der ganzen Welt vergleichen.